# Khlui
Khlui (thailändisch ขลุ่ย, kʰlùj), auch klui, ist eine längs geblasene Kernspaltflöte aus Bambus in Thailand, der in Kambodscha die khloy (Khmer ខ្លុយ) und in Laos die khui entsprechen. Die in hauptsächlich drei Größen angefertigte thailändische khlui wird solistisch zur eigenen Unterhaltung, in den Streicherensembles mahori (dem kambodschanischen mohori vergleichbar) und khrüang sai sowie im piphat verwendet, falls dieses klassische Orchester für zeremonielle Aufführungen im Freien in geschlossenen Räumen auftritt. In Kambodscha wird die khloy meist in einer Standardgröße für ähnliche Musikstile verwendet.

## Herkunft und Verbreitung

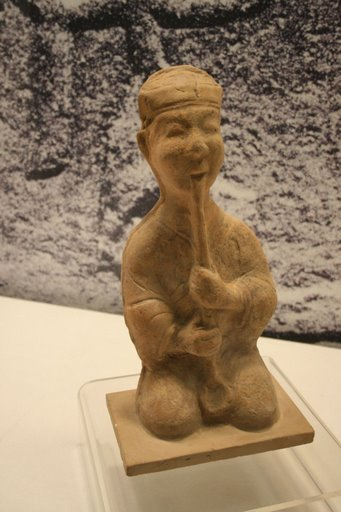
Chinesische Tonfigur eines Musikers mit der Längsflöte hsiao aus der Han-Dynastie (207 v. Chr. – 220 n. Chr.).

Von Indien über Südasien bis Ostasien und in den Pazifischen Ozean werden Längs- und Querflöten überwiegend aus Bambus hergestellt. Flöten ohne Grifflöcher (Eintonflöten) gehören in Neuguinea zur ältesten Schicht der Altsteinzeit, die weltweit verbreitet ist. Flöten mit Grifflöchern sind für die Musik Neuguineas seit der dortigen Jungsteinzeit überliefert. Aus einer sehr alten Kulturschicht stammen lange grifflochlose Bambusquerflöten, die in Melanesien fast immer für zeremonielle Zwecke verwendet werden. Weiter Richtung Osten nehmen in der Südsee Zahl und Formenvielfalt der Musikinstrumente ab. Die Universität der Philippinen besitzt eine Sammlung von mehreren Dutzend Bambusflötentypen der zahlreichen philippinischen Volksgruppen. Bambus dient darüber hinaus in der gesamten Region zur Herstellung weiterer von alters her bekannter Musikinstrumente, etwa von Schlaginstrumenten, die geschichtlich den südostasiatischen Gongs vorausgehen (Klappern, Schlaggabeln, Schlitztrommeln), Panflöten, Maultrommeln (genggong) und Röhrenzithern (guntang, kolitong).
In den ersten nachchristlichen Jahrhunderten geriet Südostasien unter indischen Kultureinfluss, von dem in Kambodscha die buddhistischen und hinduistischen Tempel des Khmer-Reiches mit der Hauptstadt Angkor und in Thailand die Relikte der buddhistischen Kultur von Dvaravati zeugen. Während an mittelalterlichen Tempeln in Indien häufig Querflöten abgebildet sind, vornehmlich als Attribut Krishnas (in Sanskritquellen murali, vamsha oder kuzhal), fehlen diese auf den Tempelreliefs von Angkor, die ansonsten mehrere aus Indien stammende Musikinstrumente zeigen. Dafür sind am Angkor Wat (12. Jahrhundert, Nordgalerie, Ostflügel) drei schreitende Musiker dargestellt, die wie Längsflöten aussehende Blasinstrumente spielen. Immerhin finden sich am Borobudur auf Java (Anfang 9. Jahrhundert) neben indischen Bogenharfen und unterschiedlichen Lauteninstrumenten Darstellungen von Querflöten. Ob der Musiker eines Ensembles, das auf einem Borobudur-Relief rechts neben einem sitzenden Buddha mit drei Trompeten und einer Sanduhrtrommel agiert, eine Längsflöte oder ein Rohrblattinstrument spielt, ist nicht erkennbar. Im gesamten Malaiischen Archipel sind heute suling genannte Bambuslängsflöten am weitesten verbreitet. Diese gehören auf Java und Bali ebenso wie die burmesische palwei zum speziellen Typus der Außenkernspaltflöten (Bandflöten), die eventuell mit den Doppelquerflöten im Pazifik und in Indien (surpava) in Verbindung stehen.
Die Flöten des südostasiatischen Festlandes gehen hingegen auf chinesische Vorläufer zurück. Abgesehen von wesentlich älteren, erhaltenen Knochenflöten (chinesisch gudi) sind längsgeblasene Bambusflöten mit einer Kerbe am oberen Rand seit der Han-Dynastie (207 v. Chr. – 220 n. Chr.) bekannt. Im alten China hießen sie bis in die Tang-Dynastie (617–907) hsiao, worunter möglicherweise zu einer gewissen Zeit auch fingerlochlose, gebündelte Flöten (Panflöten) verstanden wurden. Weitere alte Flötennamen sind di, guan und chiba. Der heutige Name xiao existiert seit dem 12. Jahrhundert und steht hauptsächlich für eine rund 50 Zentimeter lange Bambusflöte mit dem Grundton d1, fünf Fingerlöchern, einem Daumenloch und mindestens zwei seitlichen Löchern am unteren Ende, sowie für mehrere regionale Typen, darunter im Gebiet Jiangnan eine 75 Zentimeter lange Flöte mit einer U-förmigen Kerbe am durch einen Wachstumsknoten geschlossenen oberen Ende.

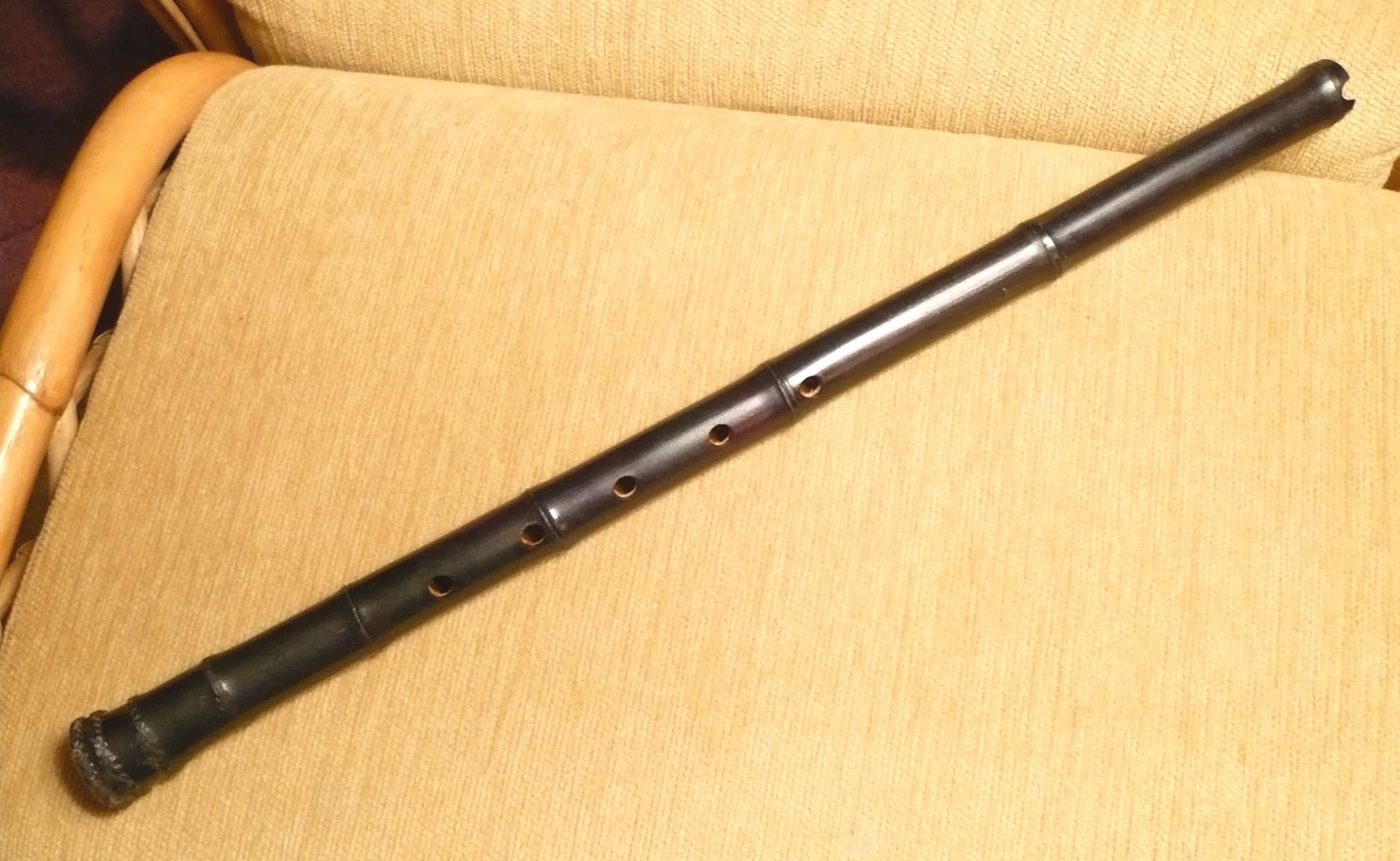
Taiwanesische Bambusflöte xiao mit einer Kerbe in der Anblaskante.

Von den chinesischen Längsflöten mit einer Randkerbe sind in Ostasien die koreanische tungso, deren Namen eine Übertragung von xiao darstellt, und die japanische shakuhachi abgeleitet. Viele Hokkien-Sprecher (Hoklo), die überwiegend in der südchinesischen Küstenprovinz Fujian leben und sich in der Vergangenheit als tüchtige Seefahrer hervortaten, sind nach Taiwan ausgewandert, wo sie rund 70 Prozent der Bevölkerung stellen, ferner auf die Philippinen und in andere Länder Südostasiens und auf pazifische Inseln. Dorthin brachten sie den südchinesischen klassischen Stil der Gesangs- und Instrumentalmusik nanguan und die zu diesem gehörenden altüberlieferten Instrumente wie die birnenförmige Schalenhalslaute pipa und die Längsflöte xiao mit. Ein anderes Zupfinstrument mit chinesischen Wurzeln ist die Mondlaute yueqin, deren Form mit einem runden Korpus und einem schlanken Hals nach Japan und über Vietnam bis nach Thailand (krajappi) und Kambodscha (chapey dang veng) gelangte.
Querflöten sind in der zeitgenössischen chinesischen Quelle Buch der Lieder seit der Zhou-Dynastie (11. – 3. Jahrhundert v. Chr.) belegt. Die während der Ming-Dynastie (1368–1644) entwickelte und heute gebräuchliche Querflöte dizi (oder di) ist etwa 60 Zentimeter lang und hat sechs Fingerlöcher, zwei seitliche Löcher am unteren Ende und ein weiteres Loch oberhalb des ersten Fingerlochs, über das eine dünne Haut von Bambus oder Schilfrohr als Mirliton geklebt ist und beim Spielen ein summendes Geräusch erzeugt. Weitere Bambusquerflöten sind die 70 bis 80 Zentimeter lange koreanische daegeum (aus dae, „groß“, und gum, „Blasinstrument“), die bis auf die größere Länge der dizi gleicht, und die japanische nōkan (aus nō und kan, „Pfeife“,also „Pfeife des Nō-Theaters“) mit sieben Grifflöchern und mehreren ineinandergesteckten Teilen.
Eine von den chinesischen Querflöten bekannte Membran zwischen Mundstück und erstem Fingerloch besitzt auch die 25 Zentimeter lange burmesische Bambuslängsflöte palwei. Die Membran besteht in diesem Fall aus einer Zwiebelschale. Die Blasluft wird über ein Loch in der Außenwand an einem inneren Wachstumsknoten umgelenkt, wobei nach dem Prinzip der indonesischen Bandflöten ein Stück Filmstreifen, der über dem Loch festgebunden ist, die Luft in die Röhre zurückleitet.
Bei der thailändischen Laute krajappi und ihrer kambodschanischen Entsprechung chapey dang veng, deren Form von chinesischen Vorbildern abgeleitet ist, hat der Instrumentenname einen indischen Ursprung. Einige weitere Bezeichnungen von Musikinstrumenten sind von Sanskrit ins Alt-Khmer übergegangen, das in der vorangkorianischen und angkorianischen Periode (nach 802 n. Chr.) gesprochen wurde, etwa die Wörter vina und kinnara für bestimmte Saiteninstrumente, die im 9./10. Jahrhundert in Tempelinschriften vorkommen. In einer Alt-Khmer-Inschrift aus dem 10. Jahrhundert werden kluy für „Flöte“, kinnara (kinnari vina) für eine Stabzither und chko (unbekanntes Instrument) als eine Opfergabe erwähnt. Welcher Flötentyp mit kluy gemeint war, ist unklar. Alt-Khmer kluy wird für das moderne Khmer meist mit khloy (oder khloi) transkribiert. Das vielleicht lautmalerische, den Klang der Flöte nachahmende Khmer-Wort wurde ins Thailändische (khlui) und ins Laotische (khui) übernommen.
Während des von der Mitte des 13. bis zur Mitte des 14. Jahrhunderts im nördlichen Zentralthailand bestehenden Königreichs Sukhothai, unter dem die Thai erstmals zu einem Reich vereint waren, erschufen die Thai nicht nur das thailändische Alphabet aus der Khmer-Schrift, sondern übernahmen auch musikalische und andere kulturelle Elemente von den Khmer und den Mon. Auf der Steleninschrift des Königs Ramkhamhaeng von 1292 findet sich neben der Regierungserklärung des Königs auch ein Hinweis auf die thailändische Musik, zu der Saiteninstrumente, Bambusflöten, Trommeln und Gesang gehörten.
Einige Europäer, die sich im 17. Jahrhundert in Siam aufhielten, erwähnen „Flöten“. Zu ihnen gehören die Handelsreisenden François Caron (um 1600–1673) und Joost Schouten († 1644) in ihrem gemeinsamen Werk A True Description of the Mighty Kingdoms of Japan and Siam (1663), der französische Schriftsteller François-Timoléon de Choisy (1644–1724) in seinem Reisebericht Journal du voyage de Siam fait en 1685 et 1686 (1687) sowie die französischen Missionare Nicolas Gervaise (1662–1729) in Histoire naturelle et politique du Royaume de Siam (1688) und Guy Tachard (1651–1712) in Voyage de Siam des Pères Jésuites (1686). Wenn ein König (auf einem Elefanten sitzend) über Land reiste, ging eine Musikgruppe vor ihm her, um die Bevölkerung vor seiner Ankunft zu warnen. Die Untertanen durften ihrem König nicht ins Gesicht blicken, sondern mussten sich vor ihm niederwerfen. Ein Reisender namens Glanius berichtete 1682, dass entlang des Weges nichts anderes zu hören gewesen sei, als „Pfeifen, Trommeln, Flöten und andere Instrumente, die einigermaßen harmonisch klangen.“
Aus keiner der Beschreibungen geht eindeutig hervor, ob es sich um Längsflöten oder um Rohrblattinstrumente handelte. Erst der schottische Naturkundler George Finlayson lässt in seinem Reisebericht von 1826 erkennen, dass er sich beim erwähnten Namen klani auf eine Kerbflöte bezieht, die einen „volleren, weicheren, und lauteren“ Ton produziere als eine zum Vergleich herangezogene „Krokodilzither“ chakhe. Der britische Diplomat Frederick Verney (1846–1913) listet, was unverständlich erscheint, drei Flötentypen: eine „große Bambusflöte“ mit acht Tönen, eine „kleine Bambusflöte“ mit zehn Tönen und eine „Khlui“, deren Klang durch eine Membran über einem Loch erzeugt werde. Alfred J. Hipkins (1888) bildet eine thailändische khlui ab und verweist auf die Membran über einem Loch, erwähnt aber keine anderen Flötentypen. Möglicherweise meinte Verney die drei Größen derselben Flöte: khlui u (groß), khlui phiang aw (mittel) und khlui lip (klein). Den Literaturstellen lässt sich entnehmen, dass die Flöte bis zum 19. Jahrhundert in Thailand eher selten war und nicht zu den üblichen großen Ensembles gehörte.

## Bauform

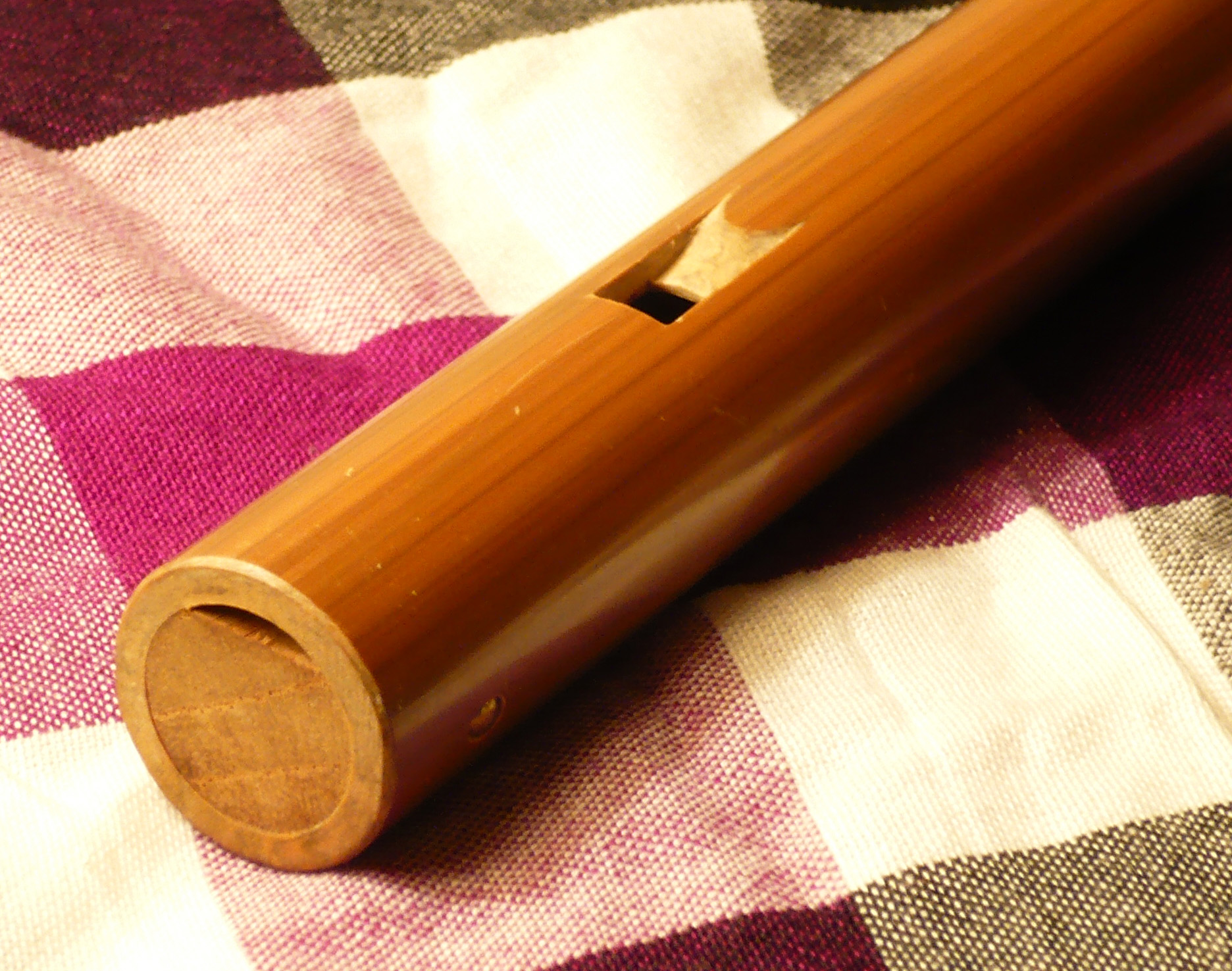
Blasöffnung einer khlui mit der nach unten gehaltenen Seite

Die Bambusröhre wird so abgeschnitten, dass sich am oberen Ende ein Wachstumsknoten etwa 2,5 Zentimeter vom Rand entfernt befindet. Der Knoten wird aufgeschnitten, wodurch eine beidseitig offene Röhre entsteht, die vorsichtig über dem Feuer getrocknet und in manchen Fällen durch die Flamme mit Mustern verziert wird. Bei den selteneren Flöten aus Hartholz bleibt die Oberfläche undekoriert.
Alle üblichen thailändischen Blasinstrumente werden in drei Größen verwendet. So gibt es drei einteilige zylindrische Doppelrohrblattinstrumente pi (pi nawk, pi klang und pi nai) drei zweiteilige konische Doppelrohrblattinstrumente (pi chanai, pi chawa und pi mawn), drei Trompeten (trae ngawn und trae farang aus Metall und das Schneckenhorn sang). Bei der khlui werden die drei hauptsächlichen Größen khlui lip für das kleinste Instrument mit 36 Zentimetern Länge, einem Durchmesser von 2 Zentimetern und dem Grundton e2, khlui phiang aw mit 45 Zentimetern Länge, einem Durchmesser von 4 Zentimetern und dem Grundton a1 sowie khlui u mit 60 Zentimetern Länge, einem Durchmesser von 4,5 Zentimetern und dem Grundton G unterschieden. Am weitesten verbreitet ist die khlui phiang aw. Eine vierte seltene Version ist die khlui krüat, die denselben Tonumfang, aber mit einem um eine Stufe höheren Grundton wie die khlui phiang aw besitzt.
Alle Größen sind theoretisch in einer äquidistanten heptatonischen Skala gestimmt, weshalb sie in jeder Tonlage verwendet werden können. In den Jahren 2002 und 2006 durchgeführte Messungen an einzelnen Flöten ergaben Abweichungen vom äquidistanten Idealwert, bei dem die Intervalle 171,4 Cent betragen. Danach lagen die Tonintervalle zwischen den Extremwerten 144,3 und 206,8 Cent. Laut David Morton (1976) streben thailändische Musiker das Ideal der Äquidistanz an, von dem sie selten mehr als 10 Cent nach oben und unten abweichen. Die Theorie der prinzipiellen Äquidistanz in der thailändischen Musik wird jedoch aufgrund teilweise weit stärker abweichender Messergebnisse bei Metallophonen und Flöten von einigen Forschern angezweifelt.
Von den insgesamt 14 Löchern einer khlui phiang aw sind 7 Fingerlöcher an der Oberseite. Die lange khlui u besitzt nur sechs Fingerlöcher. An der Unterseite dient in der Nähe des Mundstücks eine gut 2 Zentimeter lange rechteckige Öffnung, die in Richtung des oberen Endes angeschrägt ist und „Papagaienschnabel“ genannt wird, als Schneidenkante. Etwas entfernt ist an der Unterseite ein Daumenloch eingebohrt. Ungefähr beim Daumenloch befindet sich an der in Spielposition rechten Seite der Flöte die Mirliton-Öffnung, die früher mit einer Bambushaut beklebt war und heute meist mit einem dünnen Papier bedeckt ist. Bambusfaser oder Papier wirken als schwingende Membran und erzeugen einen geräuschhafteren, raueren Klang. Nahe am unteren Ende sind wie bei vielen chinesischen Flöten vier Löcher eingeschnitten. Durch das sich seitlich gegenüber befindliche Löcherpaar ist zur Dekoration oder zum leichteren Transport eine Kordel geschlauft. Das obere und untere dieser Löcher bleibt offen.
Das gerade Anblasende ist durch einen Holzpfropf bis auf ein schmales Kreissegment am unteren Rand verschlossen. Der Spieler nimmt das Rohrende im Bereich des Schlitzes in den Mund und der Schlitz lenkt die Blasluft gegen die Schneidenkante. Die Klangqualität der wie eine Blockflöte nach unten gehaltenen khlui kann durch den Blasdruck und die Position der Lippen verändert werden.
In Kambodscha ist die khloy eine entsprechende Kerbflöte aus Bambus mit sieben Fingerlöchern, die aber laut Terry E. Miller und Sam-Ang Sam (1995) üblicherweise nur in einer Größe vorkommt. Die khloy besitzt wie die thailändischen Flöten ein Mirliton (in Kambodscha aus Reispapier oder einer Bambusfaserschicht), dessen geräuschhafte Klangveränderung von den Musikern mehr erwünscht ist als in Thailand, wo die Mirlitonöffnung häufig mit einem Band zugeklebt wird. Es gibt auch kambodschanische Flöten aus Holz, Kunststoff oder Metall. Laut Sam-Ang Sam (1998) wird zwischen einer kleinen, hoch tönenden khloy ek und einer großen, tief tönenden khloy thom unterschieden. Beide haben normalerweise sechs Fingerlöcher und ein Daumenloch, in manchen Fällen auch sieben Fingerlöcher mit oder ohne Daumenloch. Die meisten Khmer-Musiker spielen die khloy wie die kambodschanischen Rohrblattinstrumente mit Zirkularatmung. Der Name khloy kann sich in Kambodscha auch auf Bambusquerflöten beziehen.
Die khui von Laos ist eine Kerbflöte mit sechs oder sieben Fingerlöchern und einem Daumenloch. Die kleinere Version heißt wie in Thailand khui lip.

## Spielweise

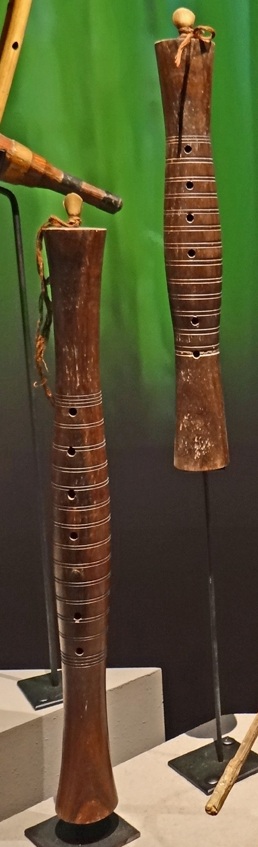
Zylindrische einteilige Rohrblattinstrumente sralai thom (links, tief klingend) und sralai touch (hoch) im kambodschanischen pinpeat-Ensemble, entsprechend der pi nai im thailändischen piphat-Ensemble.

Die khlui wird solistisch gespielt, häufig zur eigenen Unterhaltung, darüber hinaus in einigen Ensembles mit Streichinstrumenten und im klassischen piphat-Ensemble, falls dieses in einer gedämpften Spielweise in geschlossenen Räumen auftritt. Die Flöte umspielt die Melodielinie mit feinen schnellen Ornamentierungen und gestaltet lange Noten durch beschleunigt eingefügte Unterbrechungen des Tons. Oft ist die Flöte melodisch und rhythmisch eigenständig über dem Gesamtklang des Orchesters zu hören. Bei den zahlreichen thailändischen Kompositionen, die auf Tiere anspielen (Elefanten, Krokodile, weiße Tauben), übernimmt stets die Flöte den Part der Vögel.

### Piphat
Das piphat-Ensemble (auch phinphat, in Kambodscha pinpeat oder pinn peat) begleitet traditionell mit einer Reihe von melodisch und rhythmisch eingesetzten Perkussionsinstrumenten, die mit harten Schlägeln geschlagen werden, und dem einzigen Blasinstrument, dem zylindrischen Vierfachrohrblattinstrument pi nai, höfische und religiöse Zeremonien im Freien. In geschlossenen Räumen verwenden die Musiker weiche Schlägel und ersetzen das Rohrblattinstrument durch die leiser klingende Flöte. Zur Standardbesetzung des üblichen piphat kruang yai kommt hierbei noch die Schalenspießgeige mit Kokosnussresonator sor u. Außerdem werden anstelle der großen Fasstrommeln taphon und klong that die schlankeren Fasstrommeln klong khaek verwendet. Dieses Ensemble heißt piphat mai nuam (von mai nuam, „weiche Schlägel“), es wurde gegen Ende der Regierungszeit von König Rama IV. erschaffen.
In der zweiten Hälfte des 19. Jahrhunderts führte Prinz Narit, ein Halbbruder von König Rama V., das piphat dükdam ban-Ensemble ein, um ein nur für kurze Zeit aufgeführtes Theaterstück zu begleiten. Die Besonderheit des Ensembles ist die Besetzung mit einer khlui, einer Spießgeige sor u und dem seltenen und teuren Gongspiel wong khwang chai mit sieben senkrecht hängenden Buckelgongs. Weitere Instrumente sind die Xylophone ranak ek und ranat thum sowie die Fasstrommeln taphon und klawng khaek. Während das Theaterstück verschwunden ist, wird das Musikensemble noch gelegentlich gespielt.

### Mahori
Zum thailändischen Streicherensemble mahori und seiner kambodschanischen Entsprechung mohori gehören Flöten. Hinweise zur Existenz eines mahori-Ensembles gibt es seit dem Beginn der Ayutthaya-Periode (1351–1767). Ein älteres mahori-Ensemble im 18. Jahrhundert – nach Gründung der Hauptstadt Rattanakosin 1782, in welchem nur Frauen mit kleineren Instrumenten musizierten, war mit einer dreisaitigen Röhrenspießgeige sor sam sai, einer Zupflaute krajappi, einer khlui, einer Bechertrommel thon und gelegentlich der flachen Trommel rammana sowie den Klappern krap phuang und den Handzimbeln ching besetzt. Seit dem 20. Jahrhundert wird mit mahori ein Ensemble von Saiteninstrumenten unter der Leitung der sor sam sai und melodisch eingesetzten Perkussionsinstrumenten verstanden. Zu letzteren gehören verschiedene Xylophone (ranat) und der Gongkreis khong wong yai. Unter König Rama IX. (reg. 1946–2016) wurde die klassische thailändische Musik besonders gefördert. Es wurde ein sehr großes wong mahori-Orchester unterhalten, das unter anderem aus 10 Xylophonen ranat ek, 10 Xylophonen ranat thum, 10 Buckelgongkreisen khong wong yai, 10 Buckelgongkreisen khong wong lek, 10 Krokodilzithern chakhe, 20 Spießgeigen sor duang, 20 Spießgeigen sor u und 20 khlui bestand.
Das mahori khrüang hok („Ensemble mit sechs Instrumenten“) genannte Ensemble setzt sich tatsächlich aus sieben Instrumenten zusammen: eine Fiedel sor sam sai, eine Zupflaute krajappi, eine Bechertrommel thon, eine Klapper krap phuang, eine khlui, Handzimbeln ching und einer flachen Trommel rammana. Im heute gebräuchlichen mahori wong lek („kleines Ensemble“) kommen neun Instrumente zum Einsatz: neben einem Xylophon ranat ek drei verschiedene Fiedeln, eine Krokodilzither chakhe, eine khlui, das Trommelpaar thon und rammana sowie die Handzimbeln ching. Beim mahori khrüang khu („Ensemble mit paarweisen Instrumenten“) ist eine ähnliche Besetzung, zu der zwei Flöten gehören (khlui phiang aw und khlui lip), verdoppelt. Alle drei Flötengrößen, also auch die khlui u, spielen im mahori khrüang yai („Ensemble mit einer großen Zahl von Instrumenten“).

### Khrüang sai
Das dritte und vermutlich jüngste Ensemble der thailändischen Kunstmusik ist das khrüang sai, das offenbar erst gegen Ende des 19. Jahrhunderts entstand, da es auf älteren Wandmalereien in thailändisch-buddhistischen Tempeln nicht abgebildet ist. Der Name ist aus khrüang („Musikinstrument“) und sai („Saite“) zusammengesetzt und steht für ein Ensemble aus Saiteninstrumenten und einer oder zwei Flöten, die von Trommeln und Zimbeln rhythmisch unterstützt werden. Zur kleinen Standardbesetzung gehören die Fiedeln sor u und sor duang, eine Krokodilzither, eine khlui phiang aw, das Trommelpaar thon und rammana sowie die Handzimbel ching. In einem Ensemble mit verdoppelter Instrumentenzahl spielen khlui phiang aw und khlui lip.

### Nordthailand

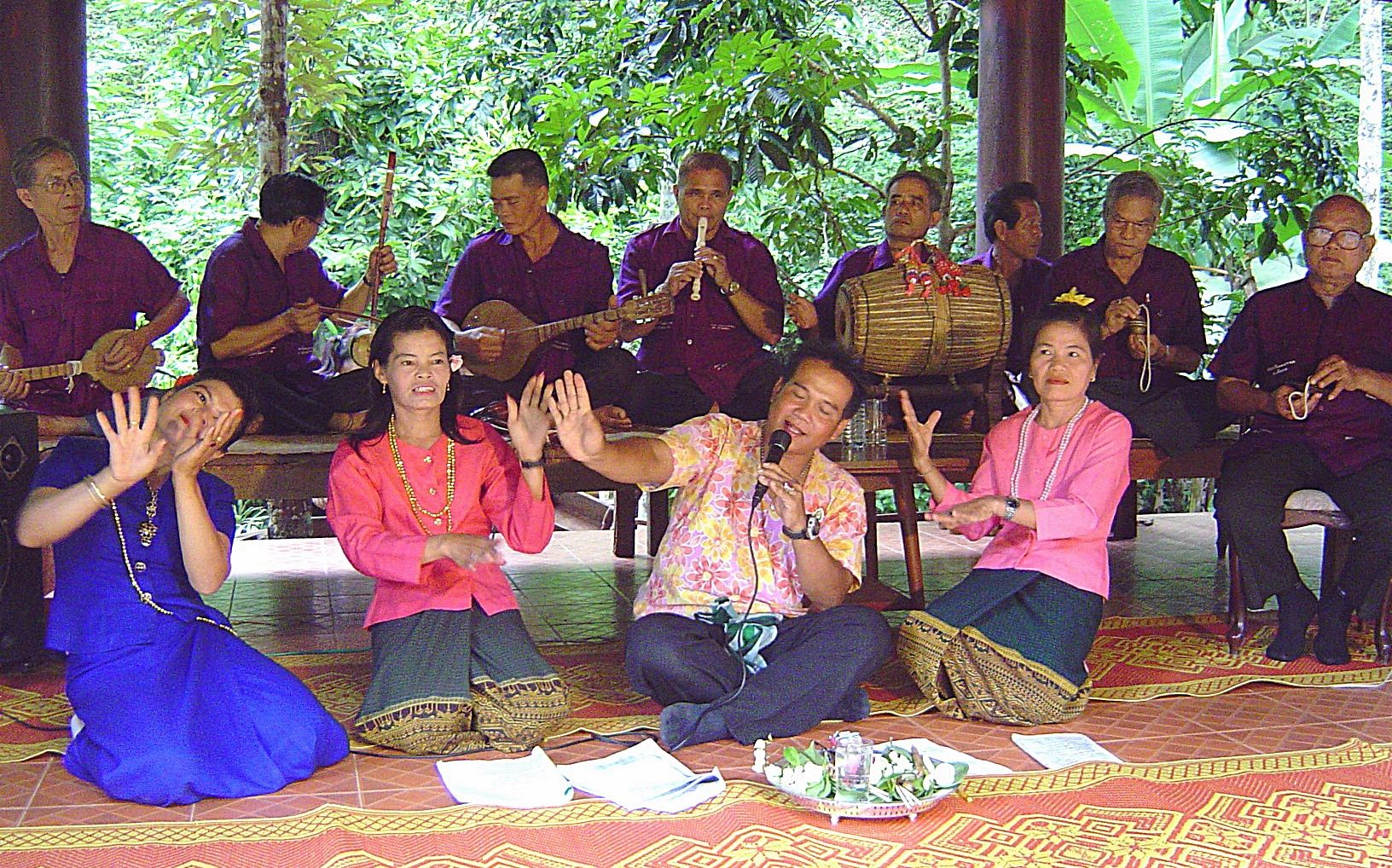
Volksmusikensemble in Nordthailand, Wat Khung Taphao im gleichnamigen Dorf des Amphoe Laplae in der Provinz Uttaradit. Die Musiker spielen von links nach rechts: Zupflaute süng, Röhrenspießgeige sor duang (kleinere Version der sor u), süng, khlui, Fasstrommel taphon, Handzimbeln ching.

Die khlui kommt am häufigsten in den mahori- und khrüang sai-Ensemples in Zentralthailand vor, in geringerem Umfang auch in der Volksmusik Nordthailands, die sich in Instrumentarium und melodischen Formen von der Musik im übrigen Thailand unterscheidet. Zu einem traditionellen nordthailändischen Ensemble gehören das Vierfachrohrblattinstrument aus Bambus pi chum, die gezupfte Langhalslaute süng, die zwei- bis dreisaitige Stachelfiedel salaw und die khlui.
Die ethnischen Minderheiten in Nordthailand verwenden jeweils eigene Varianten von Bambusflöten und andere Musikinstrumente, die sich in Ausführung und Größe von denen der anderen Volksgruppen unterscheiden. Nur selten kommen Instrumentvarianten bei mehreren Gruppen vor. Die Musikstile der einzelnen Bergvölker sind gleichermaßen unterschiedlich. Xylophone und Metallophone fehlen zumeist. An deren Stelle treten Streichlauten chinesischen Ursprungs, bei den Lisu etwa die dreisaitige gezupfte Langhalslaute dsyböö, die von der chinesischen sanxian abstammt. Diese Laute, kleine Mundorgeln und Bambusflöten sind die gebräuchlichsten Musikinstrumente der Lisu. Die Lisu-Kerbflöte djylee produziert mit sechs Fingerlöchern eine pentatonische Skala und wird meist solistisch zur eigenen Unterhaltung gespielt.

### Kambodscha
Das kambodschanische mohori-Ensemble war das Vorbild für das thailändische mahori. Es besteht idealerweise aus den Xylophonen roneak aek (hoch tönend) und roneat thung (tief tönend), drei unterschiedlichen Fiedeln tror, einer khloy, einer Krokodilzither krapeu (oder takhe), einem Hackbrett khim, den Handzimbeln ching, dem Trommelpaar thaun und rumanea (rammana) und der Gesangsstimme (chamrieng). Das mohori ist das einzige traditionelle Ensemble in Kambodscha, das nur der Unterhaltung dient, es spielt bei Festen oder zur Begleitung von Volkstänzen.
Die traditionelle Hochzeitsmusik, vung phleng kar, hat in Kambodscha eine wesentliche Bedeutung für den Ablauf der Hochzeitszeremonie. Zu ihrem Instrumentarium, das einschließlich der khloy demjenigen des mohori-Ensembles ähnelt, kommt die Bechertrommel skor arak hinzu, die ansonsten beim Geisterbeschwörungsritual phleng arak verwendet wird.
Die vom phleng arak begleiteten Geisterbeschwörungsrituale sind eine dörfliche Tradition mit einfachen Musikinstrumenten, zu denen die Stabzither kse diev und ein Rohrblattinstrument gehören. Zur offiziellen Ahnenverehrung dient das Ensemble pey keo. Es führt dasselbe musikalische Repertoire wie das phleng arak auf mit Xylophonen roneat, tief tönendem Buckelgongkreis kong von thom, der Flöte khloy, der dreisaitigen Spießgeige tro Khmer, der Zupflaute chapey dang veng, der Bechertrommel skor arak und Gesang (chamrieng). Das pey keo-Ensemble spielte früher zeremoniell im Königspalast und bei dem für das Volk bestimmten Ahnenfest pchum ben („Tag der Ahnen“). Das 15 Tage dauernde Fest zur Geister- und Ahnenverehrung findet jedes Jahr im September/Oktober statt. Zum Höhepunkt des Festes gehört eine Prozession der königlichen Familie am Abend des 14. Tages vom Königspalast zum Ufer des Tonle Sap, bei der ein mit Nahrungsmitteln als Opfergaben beladenes Boot von zwölf Brahmanenpriestern getragen wird. Dem Boot gehen vier Flötenspieler voraus.
Das kambodschanische Gegenstück pinpeat zum thailändischen piphat-Ensemble, bei dem für den Einsatz in geschlossenen Räumen an die Stelle des Vierfachrohrblattinstruments sralai die Flöte tritt und weiche Schlägel für die Perkussionsinstrumente verwendet werden, ist das pinpeat anloung tun.
Die Gesangsstimme hat bei der Melodiebildung in der kambodschanischen Musik den höchsten Stellenwert. Gemessen an der Gesangsstimme produzieren alle Musikinstrumente lediglich nebengeordnete Variationen der Melodie. Deshalb spielen Blasinstrumente – Rohrblattinstrumente und Flöten, die allgemein als der menschlichen Stimme am nächsten stehend gelten, und die Stachelfiedeln die reinste Form der Melodie, also die durchgängige Hauptmelodielinie.